# An deiner Seite (Manga)
An deiner Seite (jap. ココにいるよ!, Koko ni Iru yo!, dt. „Ich bin hier!“) ist eine abgeschlossene japanische Manga-Serie der Gattung Shōjo. Sie wurde von der japanischen Mangaka Ema Tōyama gezeichnet und umfasst über 900 Seiten.

## Inhalt
Die Serie handelt von der Schülerin Hikage Sumino, die die 8. Klasse, später die 9. Klasse, der Mittelschule besucht. Sie ist sehr schüchtern und introvertiert und beschreibt sich selbst als „präsenzlos“, weshalb sie von ihren Klassenkameraden nicht beachtet wird und auch keine Freunde hat. Ihre einzigen sozialen Kontakte sind ihre Netzbekanntschaften „Mega Pig“ und „Kuro Usagi“ (dt. „Schwarzer Hase“) auf ihrem eigenen Blog, in dem sie sich Himawari nennt. Doch Suminos einsame Welt wird plötzlich erschüttert, als Hinata Muto, einer der beliebtesten Jungen der Schule ihr seine Liebe gesteht.
Im Verlauf der Geschichte überwindet Sumino, trotz vieler Anfeindungen von Hinatas Bewunderinnen und Intrigen ihrer eifersüchtigen Mitschülerin Aya Fujinaga immer mehr ihre Schüchternheit und wird stärker in die Klasse miteinbezogen.

## Charaktere
Sumino Hikage (隅乃 ひかげ, Sumino Hikage)
Sumino geht in die 8. Klasse der Mittelschule, hat braune Haare und blaue Augen. Sie ist sehr schüchtern und introvertiert, weshalb sie keine Freunde hat und von ihren Schulkameraden nicht beachtet wird. Ihre einzigen Freunde sind „Mega Pig“ und „Kuro Usagi“, die sie über ihren Internetblog kennt, den sie als Himawari seit der 5. Klasse betreibt.
Hinata Muto (武藤日向, Hinata Mutō)
Hinata Muto ist einer der beliebtesten Jungen der ganzen Schule. Er ist ständig mit seinem besten Freund Teru Mikami zusammen, weshalb die beiden auch als „Mutter und Vater“ der Klassengemeinschaft bezeichnet werden und ist in Sumino verliebt. Er trainiert Kendō und ist Jahrgangsbester.
Teru Mikami (三上 輝, Teru Mikami)
Teru Mikami: Teru Mikami ist Hinatas bester Freund und gilt als schönster Junge der Schule. Er ist ebenfalls in Sumino verliebt, was sich aber nicht auf seine Freundschaft mit Hinata auswirkt. Im späteren Verlauf der Geschichte stellt sich heraus, dass er regelmäßig unter dem Nickname „Kuro Usagi“ Suminos Blog kommentiert. Seine Eltern sind zerstritten, worunter er sehr leidet.
Aya Fujinaga (藤永 彩, Fujinaga Aya)
Aya Fujinaga ist in Hinata verliebt und Anführerin seines „Fanclubs“. In Wahrheit war sie jedoch genauso einsam wie Sumino und hat erst in Hinatas „Fanclub“ Freunde gefunden und dort dann sogar eine leitende Position eingenommen. Sie hat Angst ihre Freunde wieder zu verlieren und spinnt deshalb einige Intrigen gegen Sumino. Im späteren Verlauf der Geschichte wenden sich Alle von ihr ab.
Aoi Nanjo (三上 輝, Nanjō Aoi)
Nanjo ist ein schüchterner Junge und kommentiert regelmäßig unter dem Nickname „Mega Pig“ Suminos Blog, die beiden treffen sich im wirklichen Leben aber nie. Er ist in seine Mitschülerin Kurasawa verliebt, die seine Liebe auch erwidert, aufgrund seiner Schüchternheit erfährt er dies aber erst am Ende der Geschichte.

## Veröffentlichung
Die Serie erschien von Ausgabe 7/2007 (3. Juni 2007) bis 1/2009 (1. Dezember 2008) im japanischen Mangamagazin Nakayoshi. Sie wurde in fünf Tankōbons zusammengefasst. In Deutschland erschienen diese fünf Tankōbons übersetzt von Claudia Peter im Egmont Ehapa Verlag vom November 2009 bis zum September 2010. Eine englische Übersetzung erschien bei Kodansha USA und Del Rey. Ever Glory Publishing brachte die Serie in Taiwan heraus.